# Mine d'Alegria
La mine d'Alegria est une mine à ciel ouvert de fer située dans le quadrilatère ferrifère dans l'état de Minas Gerais au Brésil. Elle appartient à 50 % à BHP Billiton et à 50 % à Vale. Sa production a démarré en 1992.